# Natação no Campeonato Mundial de Esportes Aquáticos de 2017 - 400 m livre masculino
A prova dos 400 metros livre masculino da natação no Campeonato Mundial de Esportes Aquáticos de 2017 ocorreu no dia 23 de julho em Budapeste na Hungria.

## Recordes
Antes desta competição, os recordes mundiais e do campeonato nesta prova eram os seguintes:
| Tipo                  | Atleta          | Tempo   | Local | Data                |
| --------------------- | --------------- | ------- | ----- | ------------------- |
|                       | Paul Biedermann | 3:40.07 | Roma  | 26 de julho de 2009 |
| Recorde do campeonato | Paul Biedermann | 3:40.07 | Roma  | 26 de julho de 2009 |

## Medalhistas
| Ouro           | Prata             | Bronze               |
| Sun Yang (CHN) | Mack Horton (AUS) | Gabriele Detti (ITA) |

## Resultados

### Eliminatórias
Esses foram os resultados das eliminatórias. Foram realizadas no dia 23 de julho com início às 09:43. 
| Pos. | Bateria | Raia | Nadador                    | Nacionalidade   | Tempo   | Notas            |
| ---- | ------- | ---- | -------------------------- | --------------- | ------- | ---------------- |
| 1    | 5       | 7    | Felix Auböck               | Áustria         | 3:44.19 | Q,               |
| 2    | 5       | 4    | Sun Yang                   | China           | 3:44.55 | Q                |
| 3    | 6       | 6    | David McKeon               | Austrália       | 3:45.56 | Q                |
| 4    | 6       | 3    | Park Tae-hwan              | Coreia do Sul   | 3:45.57 | Q                |
| 5    | 6       | 4    | Mack Horton                | Austrália       | 3:45.60 | Q                |
| 6    | 5       | 5    | James Guy                  | Reino Unido     | 3:45.64 | Q                |
| 7    | 6       | 5    | Gabriele Detti             | Itália          | 3:45.72 | Q                |
| 8    | 5       | 3    | Zane Grothe                | Estados Unidos  | 3:46.14 | Q                |
| 9    | 5       | 8    | Marwan El-Kamash           | Egito           | 3:46.36 | Recorde nacional |
| 10   | 5       | 1    | Wojciech Wojdak            | Polónia         | 3:46.73 |                  |
| 11   | 6       | 7    | Henrik Christiansen        | Noruega         | 3:46.96 |                  |
| 12   | 5       | 6    | Clark Smith                | Estados Unidos  | 3:47.12 |                  |
| 13   | 6       | 2    | Alexander Krasnykh         | Rússia          | 3:47.35 |                  |
| 14   | 6       | 8    | Filip Zaborowski           | Polónia         | 3:47.47 |                  |
| 15   | 5       | 2    | Stephen Milne              | Reino Unido     | 3:48.64 |                  |
| 16   | 4       | 7    | Jeremy Bagshaw             | Canadá          | 3:48.82 |                  |
| 17   | 4       | 6    | Victor Johansson           | Suécia          | 3:48.96 |                  |
| 18   | 4       | 3    | Brandonn Almeida           | Brasil          | 3:49.61 |                  |
| 19   | 4       | 1    | Martin Bau                 | Eslovênia       | 3:50.75 |                  |
| 20   | 6       | 0    | Poul Zellmann              | Alemanha        | 3:50.88 |                  |
| 21   | 4       | 4    | Miguel Durán               | Espanha         | 3:51.28 |                  |
| 22   | 4       | 2    | Ákos Kalmár                | Hungria         | 3:51.35 |                  |
| 23   | 5       | 0    | Anton Ipsen                | Dinamarca       | 3:51.52 |                  |
| 24   | 5       | 9    | Marcelo Acosta             | El Salvador     | 3:51.76 |                  |
| 25   | 6       | 9    | Qiu Ziao                   | China           | 3:51.94 |                  |
| 26   | 3       | 4    | Richard Nagy               | Eslováquia      | 3:52.10 |                  |
| 27   | 4       | 0    | Cristian Quintero          | Venezuela       | 3:53.04 |                  |
| 28   | 4       | 5    | Jan Micka                  | Chéquia         | 3:53.06 |                  |
| 29   | 6       | 1    | Maarten Brzoskowski        | Países Baixos   | 3:53.17 |                  |
| 30   | 3       | 2    | Alin Artimon               | Roménia         | 3:53.45 |                  |
| 31   | 3       | 3    | Ricardo Vargas             | México          | 3:53.63 |                  |
| 32   | 2       | 6    | Khader Baqlah              | Jordânia        | 3:54.13 | Recorde nacional |
| 33   | 4       | 9    | Brent Szurdoki             | África do Sul   | 3:54.34 |                  |
| 34   | 2       | 4    | Christian Bayo             | Porto Rico      | 3:55.15 |                  |
| 35   | 3       | 7    | Martín Naidich             | Argentina       | 3:55.42 |                  |
| 36   | 3       | 6    | Mohamed Lagili             | Tunísia         | 3:55.47 |                  |
| 37   | 2       | 5    | Igor Mogne                 | Moçambique      | 3:55.97 | Recorde nacional |
| 38   | 4       | 8    | Dimitrios Dimitriou        | Grécia          | 3:56.58 |                  |
| 39   | 3       | 5    | Marc Hinawi                | Israel          | 3:57.43 |                  |
| 40   | 3       | 0    | Aflah Fadlan               | Indonésia       | 3:58.40 |                  |
| 41   | 2       | 2    | Constantinos Hadjittooulis | Chipre          | 3:58.58 |                  |
| 42   | 3       | 8    | Wesley Roberts             | Ilhas Cook      | 3:59.29 |                  |
| 43   | 3       | 1    | An Ting-yao                | Taipé Chinesa   | 3:59.57 |                  |
| 44   | 2       | 3    | Alex Sobers                | Barbados        | 4:00.50 |                  |
| 45   | 1       | 3    | Klavio Meça                | Albânia         | 4:04.03 | Recorde nacional |
| 46   | 3       | 9    | Irakli Revishvili          | Geórgia         | 4:04.64 |                  |
| 47   | 2       | 7    | Jessie Lacuna              | Filipinas       | 4:05.39 |                  |
| 48   | 1       | 4    | Mathieu Marquet            | Ilhas Maurícias | 4:07.28 | Recorde nacional |
| 49   | 2       | 8    | Lin Sizhuang               | Macau           | 4:08.73 | Recorde nacional |
| 50   | 2       | 1    | Felipe Tapia               | Chile           | 4:10.39 |                  |
| 51   | 1       | 5    | Abdalla Aboughazala        | Catar           | 4:20.64 |                  |
| 52   | 2       | 0    | Mubal Ibrahim              | Maldivas        | 4:51.57 | Recorde nacional |

### Final
A final foi realizada em 23 de julho às 17h32. 
| Pos.              | Raia | Nadador        | Nacionalidade  | Tempo   | Notas |
| ----------------- | ---- | -------------- | -------------- | ------- | ----- |
| Medalha de ouro   | 5    | Sun Yang       | China          | 3:41.38 |       |
| Medalha de prata  | 2    | Mack Horton    | Austrália      | 3:43.85 |       |
| Medalha de bronze | 1    | Gabriele Detti | Itália         | 3:43.93 |       |
| 4                 | 6    | Park Tae-hwan  | Coreia do Sul  | 3:44.38 |       |
| 5                 | 4    | Felix Auböck   | Áustria        | 3:45.21 |       |
| 6                 | 7    | James Guy      | Reino Unido    | 3:45.58 |       |
| 7                 | 8    | Zane Grothe    | Estados Unidos | 3:45.86 |       |
| 8                 | 3    | David McKeon   | Austrália      | 3:46.27 |       |

Legenda
| Recorde mundial       | Recorde mundial (World record)               |                       | Recorde africano                      | Recorde africano (African) |                                           | Q | Classificado por posição (Qualified) |
| Recorde do campeonato | Recorde do campeonato (Championship record)  | Recorde da América    | Recorde da América (Americas)         | q                          | Classificado por melhor tempo (Qualified) |   |                                      |
| Melhor marca do ano   | Melhor marca do ano (World leading)          | Recorde asiático      | Recorde asiático (Asian)              | DNS                        | Não largou (Did not start)                |   |                                      |
| Recorde nacional      | Recorde nacional (National record)           | Recorde europeu       | Recorde europeu (European)            | DNF                        | Não terminou (Did not finish)             |   |                                      |
| Recorde pessoal       | Recorde pessoal do atleta (Personal best)    | Recorde da Oceania    | Recorde da Oceania (Oceania)          | DSQ / DQ                   | Desclassificado (Disqualified)            |   |                                      |
| Recorde da temporada  | Recorde da temporada do atleta (Season best) | Recorde sul-americano | Recorde sul-americano (South America) | NM                         | Sem marca (No mark)                       |   |                                      |